# Гуткэнгдэ
Гуткэнгдэ (также Гутконгда) — река в Эвенкийском районе Красноярского края России, правый приток Кочечума. Длина реки — 164 км. Площадь водосборного бассейна — 2250 км².
Река берёт начало из небольшого безымянного озера на плато Сыверма на высоте более 548 м над уровнем моря. В верховьях течёт на юг. После впадения реки Хектамы преимущественное направление течения меняется на восточное, река протекает по гористой местности, поросшей лиственницей. Берега ближе к устью местами заболочены, встречаются пороги. Впадает в Кочечум по правому берегу на отметке 207 м над уровнем моря, ниже впадения Эмбенчимэ, в 244 км от устья Кочечума. Ширина перед устьем — 70 м при глубине 1-1,5 м; скорость течения в низовьях составляет 0,5-0,6 м/с. 
Основной приток — река Дагалдын (левый) длиной 22 км.

## Данные водного реестра
По данным государственного водного реестра России и геоинформационной системы водохозяйственного районирования территории РФ, подготовленной Федеральным агентством водных ресурсов:
- Бассейновый округ — Енисейский
- Речной бассейн — Енисей
- Речной подбассейн — Нижняя Тунгуска
- Водохозяйственный участок — Нижняя Тунгуска от водомерного поста посёлка Тура до водомерного поста посёлка Учами
- Код водного объекта — 17010700312116100075476